# Wicked Beat
Wicked Beat é o segundo EP da banda japonesa de hard rock B'z, lançado em 21 de junho de 1990 pela Vermillion Records. Vendeu 1.111.230 cópias no total, chegando à 3ª colocação da Oricon.

## Faixas
1. "I Wanna Dance Wicked Beat Style" - 4:36
2. "Komachi-Angel Red Hot Style" - 4:33
3. "Bad Communication E.Style" - 7:20
4. "Lady-Go-Round "W-40" Style" - 6:01